# Kanton Châteauroux-1
Der Kanton Châteauroux-1 ist seit 2015 ein französischer Wahlkreis im Arrondissement Châteauroux, im Département Indre und in der Region Centre-Val de Loire; sein Hauptort ist Châteauroux.

## Gemeinden
Der Kanton besteht aus 2 Gemeinden und Teilgemeinden mit insgesamt 16.814 Einwohnern (Stand: 1. Januar 2022) auf einer Gesamtfläche von 34,04 km²:
| Gemeinde             | Einwohner 1. Januar 2022 | Fläche km² | Dichte Einw./km² | Code INSEE | Postleitzahl |
| -------------------- | ------------------------ | ---------- | ---------------- | ---------- | ------------ |
| Châteauroux          | 9.196                    | 2,30       | 3.998            | 36044      | 36000        |
| Déols                | 7.618                    | 31,74      | 240              | 36063      | 36130        |
| Kanton Châteauroux-1 | 16.814                   | 34,04      | 494              | 3605       | –            |

1. ↑   Nur der nördliche Teil der Gemeinde, der Rest verteilt sich auf die Kantone Châteauroux-2 und Châteauroux-3.